# Georges Pitoëff
Georges Pitoëff (n. 17 septembrie 1884, Tbilisi, Imperiul Rus – d. 17 septembrie 1939, Geneva, Geneva, Elveția) a fost un actor și regizor de teatru francez de origine armeană, care a mai fost cunoscut, de asemenea, ca traducător și decorator. Este unul dintre cei patru fondatori ai asociației Cartel des quatre, creată în 1927.

## Biografie
Georges Pitoëff s-a născut într-o familie de negustori armeni bogați, care a fost înnobilată de țarii ruși. Tatăl său, Ivan, a fost director al teatrului din orașul Tbilisi, unde lucra, de asemenea, ca regizor și decorator. Copiii lui Pitoëff au avut o guvernantă germană și o guvernantă franceză.
Georges a plecat la vârsta de optsprezece ani la Moscova pentru a urma studii acolo, dar a fost atras de teatru. El a lucrat pentru un timp cu Stanislavski, care pleda pentru un teatru „adevărat”; Pitoëff, după lungi discuții cu maestrul, a preferat un „teatru, care oferă acces în regatul visului”. El a debutat în 1912 la Sankt Petersburg și apoi a plecat în turnee în Rusia, unde a jucat în piese de Ibsen, Shakespeare, Molière, Musset etc.
După moartea mamei sale, la sfârșitul anului 1913, s-a mutat la Paris împreună cu tatăl său. Acolo și-a cunoscut soția, actrița Ludmilla, cu care s-a căsătorit pe 14 iulie 1915. Familia s-a stabilit la Geneva. În acest oraș s-a născut în 1920 fiul lor, viitorul actor și regizor de teatru Sacha Pitoëff.
Pitoëff a montat spectacole de caritate pentru exilați ruși și apoi s-a instalat într-o sală mică din Plainpalais. 
În octombrie 1918 el a fondat prima sa companie, care, un an mai târziu, a luat numele de Teatrul Pitoëff. El a dizolvat compania în 1922, dar Evséef, John Hort, Héléna Manson, Alfred Penay, Eugene Ponti, Alice Reichen, Michel Simon, Nora Sylvère au fost din nou angajați. În anul următor, Antonin Artaud, Ève Casalis, Maxime Fabert, Jim Gerald, Marcel Herrand, Mademoiselle Grinewski, Paulette Pax, Leo Peltier și Georges de Vos s-au alăturat noii companii, în timp ce Michel Simon a părăsit-o. 
În 1919 și 1920, compania a efectuat turnee la Paris, la Théâtre des Arts, dar și în 1921 la Théâtre Moncey și la Théâtre du Vieux-Colombier.
Ei au părăsit definitiv Geneva în ianuarie 1922 pentru a lucra cu Jacques Hébertot la Comédie des Champs-Élysées. 
Din octombrie 1924 până în iulie 1927 a lucrat la Théâtre des Arts condus de Rodolphe Darzens. După un turneu prin Europa în 1926, el s-a alăturat pentru un an la Théâtre des Mathurins, condus de René Saunier. 
El a revenit în octombrie 1928 la Théâtre des Arts până în iulie 1931. Apoi s-a mutat la Théâtre Albert 1er și a condus Théâtre de l'Avenue din februarie 1932 până în mai 1933. În cele din urmă, în octombrie 1934, s-a angajat la Théâtre des Mathurins, pe care l-a condus. Compania Pitoëff a fost întărită apoi cu actorii Émile Drain, Mady Berry, Michel Francois, Marcelle Géniat, François Simon (fiul lui Michel Simon) și France Ellys.
Repertoriul a fost foarte deschis către autori străini: Cehov, Shaw, Ferenc Molnár, Tagore, Pirandello, Synge, Tolstoi, Shakespeare - dar și Anouilh (debutant în acea perioadă), Duhamel, Claudel sau Maeterlinck. El a pus în scenă 210 piese între 1915 și 1939.
În domeniul traducerii, el a realizat o adaptarea franceză a piesei Romeo și Julieta de William Shakespeare, împreună cu Pierre Jean Jouve, pe care acesta din urmă a revizuit-o în 1955.

## Spectacole regizate
- 1915: Unchiul Vanea de Anton Cehov (în limba rusă)

Comédie de Genève
- 1915 : Hedda Gabler de Henrik Ibsen
- 1915 : Sans argent de Ivan Turgheniev (în rusă)
- 1916 : Les Tréteaux de Aleksandr Blok
- 1916 : Le Festin pendant la peste de Aleksandr Pușkin
- 1916 : La Demande de Anton Cehov
- 1916 : Les Revenants de Henrik Ibsen
- 1916 : Chanson d'amour de Nahabed Kuceak

- 1916 : Candida de George Bernard Shaw, Grand Théâtre de Genève
- 1916 : Les Violons d'automne de Sourgoutchev (în rusă), Salle communale de Plainpalais
- 1917 : La Neige de Przybysewski, Casino de Saint-Pierre
- 1917 : Revizorul de Nikolai Gogol, Grand Théâtre de Genève

Salle des Amis de l'Instruction
- 1917 : La Puissance des ténèbres de Lev Tolstoi
- 1917 : L’Échange de Paul Claudel, Geneva
- 1917 : Au-dessus des forces humaines de Bjørnstjerne Bjørnson

Salle communale de Plainpalais
- 1918 : Sœur Béatrice de Maurice Maeterlinck
- 1918 : Celui qui reçoit les gifles de Leonid Andreev
- 1918 : La Vénus du lac et Halte au village de Fernand Chavannes
- 1918 : L'Estomac de Brantmay
- 1918 : Amour et géographie de Bjørnstjerne Bjørnson
- 1918 : L'Amour africain de Prosper Mérimée
- 1918 : Edifice sur le sable de André Schlemmer
- 1918 : Dans l'ombre des statues de Georges Duhamel

- 1918 : Le Cadavre vivant de Lev Tolstoi
- 1918 : Hangița de Carlo Goldoni
- 1918 : Le Soldat de chocolat de George Bernard Shaw
- 1918 : La Ville morte de Gabriele D'Annunzio
- 1919 : Le temps est un songe de Henri-René Lenormand
- 1919 : L'Habit vert de Émile Augier și Alfred de Musset
- 1919 : Le Canard sauvage de Henrik Ibsen
- 1919 : L'Orage de Alexandr Ostrovski
- 1919 : Mademoiselle Julie de August Strindberg
- 1919 : Le Baladin du monde occidental de John Millington Synge
- 1919 : Deburau de Sacha Guitry

- 1919 : Sacrifice de Rabindranath Tagore
- 1919 : Le Miracle de Saint-Antoine de Maurice Maeterlinck
- 1919 : Toutes les âmes de Hermann Heyermans
- 1919 : Le Disciple du diable de George Bernard Shaw
- 1919 : Vocalises de Mathias Morhardt
- 1920 : Les Ratés de Henri-René Lenormand
- 1920 : Rosmersholm de Henrik Ibsen
- 1920 : Ma femme danseuse de Louis Delluc
- 1920 : Clarté de Charles Oulmont
- 1920 : Les Noces du rétameur de John Millington Synge
- 1920 : Toutes les qualités viennent d'elle de Lev Tolstoi
- 1920 : Le Père de August Strindberg
- 1920 : Galatée de Alfred Mortier
- 1920 : L'Oiseau bleu de Maurice Maeterlinck
- 1920 : Lapointe et Ropiteau de Georges Duhamel
- 1920 : Le Chant du cygne de Anton Cehov
- 1920 : La Porte de prison de Lady Gregory

- 1920 : Măsură pentru măsură de William Shakespeare
- 1920 : Karma de Comtesse Prozor
- 1920 : Bourg Saint-Maurice de Fernand Chavannes
- 1920 : La Maison du bon Dieu de Edmond Fleg
- 1920 : Le Paquebot Tenacity de Charles Vildrac
- 1920 : La Mort de Tintagile de Maurice Maeterlinck
- 1920 : Hamlet de William Shakespeare
- 1920 : La Naissance de la paix de René Descartes
- 1920 : Dans les bas-fonds de Maxim Gorki
- 1921 : Oncle Vania de Anton Cehov
- 1921 : La Vie d'une femme de Saint-Georges de Bouhélier
- 1921 : Quand vous voudrez de Georges Duhamel
- 1921 : Celui qui reçoit les gifles de Leonid Andreev, Théâtre Moncey

- 1921 : Pescărușul de Anton Cehov
- 1921 : Macbeth de William Shakespeare
- 1921 : Dama cu camelii de Alexandre Dumas fiul
- 1921 : Salomé de Oscar Wilde
- 1921 : Androclès et le lion de George Bernard Shaw
- 1922 : Magie de Gilbert Keith Chesterton
- 1922 : Le Mangeur de rêves de Henri-René Lenormand
- 1922 : Tête à tête de Robert de Traz

- 1922 : Portretul lui Dorian Gray de Oscar Wilde, adaptation Fernand Nozière, Comédie des Champs-Élysées
- 1923 : Mademoiselle Bourrat de Claude Anet, Comédie des Champs-Élysées
- 1923 : Six personnages en quête d'auteur de Luigi Pirandello, Comédie des Champs-Élysées
- 1923 : Liliom de Ferenc Molnár, Comédie des Champs-Élysées

- 1923 : La Journée des aveux de Georges Duhamel, Comédie des Champs-Élysées
- 1923 : L'Indigent de Charles Vildrac, Comédie des Champs-Élysées
- 1923 : La Petite Baraque de Aleksandr Blok, Comédie des Champs-Élysées
- 1924 : Au seuil du royaume de Knut Hamsun, Comédie des Champs-Élysées
- 1924 : Celui qui reçoit les gifles de Leonid Andreev, Comédie des Champs-Élysées

- 1924 : L'Histoire du soldat de Charles-Ferdinand Ramuz și Igor Stravinski, Théâtre des Champs-Élysées
- 1925 : Henri IV de Luigi Pirandello, Théâtre des Arts
- 1925 : Sainte Jeanne de George Bernard Shaw, Théâtre des Arts

- 1925 : Le Juif du pape de Edmond Fleg, Théâtre des Arts
- 1925 : Le Lâche de Henri-René Lenormand, Théâtre des Arts
- 1925 : L'Assoiffé de A. Derera, Théâtre des Arts
- 1926 : L'Un d'eux de Émile Mazaud, Théâtre des Arts
- 1926 : L'Âme en peine de Jean-Jacques Bernard, Théâtre des Arts
- 1926 : Comme ci (ou comme ça) de Luigi Pirandello, Théâtre des Arts
- 1926 : Orphée de Jean Cocteau, Théâtre des Arts
- 1926 : Et dzim la la... de Marcel Achard, Théâtre des Arts

- 1926 : Sardanapale de Boussac de Saint-Marc, Théâtre des Arts
- 1926 : Jean Le Maufranc de Jules Romains, Théâtre des Arts
- 1927 : Le Marchand de regrets de Fernand Crommelynck, Théâtre des Arts

- 1927 : Mixture de Henri-René Lenormand, Théâtre des Mathurins
- 1928 : Brand de Henrik Ibsen, Théâtre des Mathurins
- 1928 : La Maison des cœurs brisés de George Bernard Shaw, Théâtre des Mathurins
- 1928 : La Célèbre Histoire de Saint-Georges de Bouhélier, Théâtre des Mathurins
- 1928 : Adam, Eve et Cie de Balgi, Théâtre des Mathurins
- 1928 : Les Revenants de Henrik Ibsen, Théâtre des Mathurins (reprise)
- 1928 : Hamlet de William Shakespeare, Théâtre des Mathurins (repunere)
- 1928 : Mademoiselle Bourrat de Claude Anet, Théâtre des Mathurins (repunere)

- 1928 : La Communion des Saints de Magdeleine Bérubet, Théâtre des Arts
- 1928 : César et Cléopâtre de George Bernard Shaw, Théâtre des Arts
- 1929 : Trei surori de Anton Cehov, Théâtre des Arts
- 1929 : Vivre de Yves Le Gouriadec și Bernard Flurscheim, Théâtre des Arts
- 1929 : Le Vray Procès de Jehanne d'Arc, montaj de Georges Pitoëff și René Arnaud, Théâtre des Arts[10]

- 1929 : Le Singe velu de Eugene O'Neill, Théâtre des Arts
- 1929 : Magie de Léon Chancerel și Francis Chavannes, Théâtre des Arts
- 1929 : Les Criminels de Ferdinand Bruckner, Théâtre des Arts

- 1930 : O casă de păpuși de Henrik Ibsen, Théâtre de l'Œuvre
- 1931 : Les Hommes de Paul Vialar, Théâtre des Arts
- 1931 : La Charette des pommes de George Bernard Shaw, Théâtre des Arts

- 1931 : La Belle Hotesse de Carlo Goldoni, Théâtre Albert 1er
- 1932 : Œdipe de André Gide, Théâtre de l'Avenue
- 1932 : La Belle au bois de Jules Supervielle, Théâtre de l'Avenue
- 1932 : Plus jamais ça de Fred Angermayer, Théâtre de l'Avenue
- 1932 : Médée de Seneca, Théâtre de l'Avenue
- 1932 : Joe et Cie de Hjalmar Bergman, Théâtre de l'Avenue
- 1932 : La Louise de Jean-Jacques Bernard, Théâtre de l'Avenue
- 1932 : Fait divers de Gobius, Théâtre de l'Avenue

- 1932 : La Ronde de Arthur Schnitzler, Théâtre de l'Avenue
- 1933 : Marc-Aurèle de Jean Le Marois, Théâtre de l'Avenue
- 1933 : Les Gants blancs de Hjalmar Bergman, Théâtre de l'Avenue
- 1933 : Les Juifs de Tchirikov, Théâtre du Vieux-Colombier

- 1933 : Libeleï et Les Derniers Masques de Arthur Schnitzler, Théâtre du Vieux-Colombier
- 1933 : La Polka des chaises de Ronald Mackenzie, Théâtre du Vieux-Colombier
- 1934 : Le Canard sauvage de Henrik Ibsen, Théâtre du Vieux-Colombier
- 1934 : Louison de Alfred de Musset, Château de Coppet
- 1934 : Intermèdes de Jean Le Marois, Château de Coppet
- 1934 : Les Revenants de Henrik Ibsen, Théâtre des Mathurins

- 1934 : Le Canard sauvage de Henrik Ibsen, Théâtre des Mathurins
- 1934 : Le Chef de Drieu La Rochelle, Théâtre des Mathurins
- 1934 : Sainte Jeanne de George Bernard Shaw, Théâtre des Mathurins (repunere)
- 1935 : Dieu sait pourquoi ? de Steve Passeur, Lyon
- 1935 : Ce soir on improvise de Luigi Pirandello, Théâtre des Mathurins
- 1935 : La Créature de Ferdinand Bruckner, Théâtre des Mathurins
- 1935 : Je vivrai un grand amour de Steve Passeur, Théâtre des Mathurins
- 1935 : La Complainte de Pranzini et de Thérèse de Lisieux de Henri Ghéon, Théâtre des Mathurins

- 1935 : Le Héros et le soldat de George Bernard Shaw, Théâtre des Mathurins
- 1936 : Le Merveilleux Alliage de Vladimir Kirchon, Théâtre des Mathurins
- 1936 : La Folle du ciel de Henri-René Lenormand, Théâtre des Mathurins
- 1936 : Poucette de Charles Vildrac, Théâtre des Mathurins
- 1936 : Tu ne m'échapperas jamais de Margaret Kennedy, Théâtre des Mathurins
- 1936 : Dieu sait pourquoi ? de Steve Passeur, Théâtre des Mathurins

- 1936 : Angelica de Léo Ferrero, Théâtre des Mathurins
- 1936 : Quand vous voudrez de Georges Duhamel, Théâtre des Mathurins
- 1936 : O casă de păpuși de Henrik Ibsen, Théâtre des Mathurins (repunere)
- 1937 : Six personnages en quête d'auteur de Luigi Pirandello, Théâtre des Mathurins
- 1937 : Le Voyageur sans bagage de Jean Anouilh, Théâtre des Mathurins
- 1937 : Amal et la lettre du roi de Rabindranath Tagore, traducere de André Gide, muzică de Darius Milhaud, Théâtre des Mathurins
- 1937 : Lapointe et Ropiteau de Georges Duhamel, Théâtre des Mathurins
- 1937 : Le Testament de la tante Caroline de Albert Roussel, Opéra-Comique
- 1937 : Romeo și Julieta de William Shakespeare, Théâtre des Mathurins
- 1937 : Eve de Jean Yole, Théâtre des Mathurins
- 1937 : Kirika de George Ciprian, Théâtre des Mathurins

- 1937 : Des abeilles sur le pont supérieur de John Boynton Priestley, Théâtre des Mathurins
- 1937 : Celui qui reçoit les gifles de Leonid Andreev, Théâtre des Mathurins
- 1937 : L’Échange de Paul Claudel, Théâtre des Mathurins (repunere)
- 1938 : La Sauvage de Jean Anouilh, Théâtre des Mathurins

- 1938 : L'argent n'a pas d'odeur de George Bernard Shaw, Théâtre des Mathurins
- 1938 : La Première Famille de Jules Supervielle, Théâtre des Mathurins
- 1938 : Là-bas de Titayna, Théâtre des Mathurins
- 1939 : Pescărușul de Anton Cehov, Théâtre des Mathurins
- 1938 : La Fenêtre ouverte de Maurice Martin du Gard, Théâtre des Mathurins
- 1939 : Un ennemi du peuple de Henrik Ibsen, Théâtre des Mathurins
- 1939 : Dama cu camelii de Alexandre Dumas fiul, Théâtre des Mathurins

## Filmografie
- 1932 : La Machine à sous de Emil-Edwin Reinert : Gueule d'amour
- 1934 : Le Grand Jeu de Jacques Feyder : Nicolas Ivanoff

## Omagii
În 1939, Consiliul municipal al orașului Geneva a hotărât ca sala de teatru din cadrul Plainpalais să poarte numele „Salle Pitoëff”.